# Acacia redolens
Acacia redolens — вид квіткових рослин з родини бобових. Ареал: Австралія (Західна Австралія); інтродукований до Каліфорнії.

## Середовище
Acacia redolens добре розвивається на солонцюватих або лужних суглинних, глинистих, глинисто-суглинистих або супіщаних ґрунтах. Зустрічається на берегах солоних озер або в солоних западинах і витримує морози до −7 °C.

## Біоморфологічна характеристика
Це щільний кущ невеликого або середнього розміру, який зазвичай досягає висоти від 0,5 до 3, рідко до 5 або навіть 7 метрів. Вегетативні частини рослини і особливо жовті квіти виділяють інтенсивний ванільний аромат. Цвіте з серпня по жовтень у рідному ареалі, утворюючи жовті квітки. Буруваті боби мають довжину близько 25 міліметрів і ширину близько 6 міліметрів. У Каліфорнії цвіте з лютого по травень (з кінця зими до кінця весни).

## Використання
Рослина вважається інвазивним бур'яном у районах Каліфорнії, де її використовували як швидкорослий ґрунтопокривний покрив уздовж автострад. Це особливо проблематично в долині Сан-Габріель і Мішн-Веллі.